# لانینامیویر
لانینامیویر (انگلیسی: Laninamivir) یک داروی بازدارنده نورآمینیداز است که جهت پیشگیری و درمان ویروس آنفلوانزای A و ویروس آنفلوانزای B به‌کار می‌رود. این دارو مشغول گذراندن فاز سوم کارآزمایی بالینی است و یک بازدارنده نورآمینیداز طولانی‌اثر است که توسط اسپری بینی تجویز می‌گردد.
لانینامیویر در ژاپن برای درمان آنفلوانزا (۲۰۱۰) و پیشگیری از آن (۲۰۱۳) تأیید شد و اینک با نام تجاری «ایناویر» توسط شرکت دارویی «دائیچی سان‌کیو» عرضه می‌شود. در ایالات متحده آمریکا نیز این دارو در دست آزمایش و بررسی است.